# كأس بولندا 2013–14
كأس بولندا 2013–14 (بالبولندية: Puchar Polski w piłce nożnej)‏ هو الموسم 60 من  كأس بولندا. أقيم خلال الفترة 9 يوليو 2013 وحتى 2 مايو 2014، وأشرف على تنظيمه اتحاد بولندا لكرة القدم، وكان عدد الأندية المشاركة فيه  85، وفاز فيه Zawisza Bydgoszcz ‏.